# Павле Станишић (политичар)
Павле Станишић (Смедерево, 22. март 1802 — Београд, 3. октобар 1863) био је српски официр, пуковник, министар финансија и члан Совета Књажества Србије.

## Биографија
Рођен је 10. марта/22. марта 1802. године у Смедереву, где је похађао школу. У државну службу ступио је 1818. године. За кнеза Милоша је служио у државној благајни, а од 1836. до 1839. године био је директор казначејства.
Током 1836. постао је члан Државног савета. Био је кнежев ађутант од 1839. до 1840. године. Од маја 1841. до 23. јануара/4. фебруара 1847. године био је министар финансија. Заједно са њим смењен је и Паун Јанковић, пошто су њих двојица сматрани поборницима руског утицаја у Србији. Од 1847. до 1857. године био је поново члан Државнога савета.
Затворен је 1857. због учешћа у Тенкиној завери. Спадао је у шири круг завереника и није био укључен у главну заверу да се убије кнез, него је само радио на преврату. Сви завереници били су осуђени на смрт. Кнез је најпре намеравао да потврди пресуду, али због Портине интервенције није смео то да учини, па је помиловао заверенике на доживотну робију у Гургусовачкој кули у Књажевцу.
На Портину интервенцију пуштен је у пролеће 1858. године и прогнан у Турску, где је живео најпре у Нишу, па онда у Рушчуку. Када се кнез Милош вратио 1859. године на власт, Павле Станишић се вратио у Србију. Постављен је 1860. године за председника Главне контроле, а онда за време кнеза Михаила за управника јавних грађевина. Умро је 21. септембра/3. октобра 1863. године у Београду.
Почасни је члан Друштва српске словесности од 10. фебруара 1845. године.